# Saltos en los Juegos Europeos de Cracovia 2023
Las competiciones de saltos en los III Juegos Europeos se realizaron en la Arena de Saltos de Rzeszów (Polonia) del 22 al 28 de junio de 2023.
Fueron disputadas en este deporte trece pruebas diferentes, cinco masculinas, cinco femeninas y tres mixtas.

## Medallistas

### Masculino
| Evento                               | Oro                                               | Plata                                                    | Bronce                                                  |
| ------------------------------------ | ------------------------------------------------- | -------------------------------------------------------- | ------------------------------------------------------- |
| Trampolín 1 m (26 de junio)          | Ross Haslam · Reino Unido · 422,95 pts.           | Alexis Jandard · Francia · 411,50 pts.                   | Lorenzo Marsaglia · Italia · 410,55 pts.                |
| Trampolín 3 m (24 de junio)          | Moritz Wesemann · Alemania · 465,40               | Jules Bouyer · Francia · 440,15                          | Alexis Jandard · Francia · 430,70                       |
| Trampolín 3 m sincro (28 de junio)   | Oleh Kolodi · Danylo Konovalov · Ucrania · 410,16 | Lorenzo Marsaglia · Giovanni Tocci · Italia · 402,26     | Jules Bouyer · Alexis Jandard · Francia · 394,92        |
| Plataforma 10 m (27 de junio)        | Timo Barthel · Alemania · 435,40                  | Robbie Lee · Reino Unido · 413,20                        | Riccardo Giovannini · Italia · 411,20                   |
| Plataforma 10 m sincro (25 de junio) | Kiril Boliuj · Olexi Sereda · Ucrania · 398,70    | Riccardo Giovannini · Eduard Timbretti · Italia · 388,83 | Benjamin Cutmore · Matthew Dixon · Reino Unido · 372,69 |

### Femenino
| Evento                               | Oro                                                          | Plata                                                 | Bronce                                               |
| ------------------------------------ | ------------------------------------------------------------ | ----------------------------------------------------- | ---------------------------------------------------- |
| Trampolín 1 m (28 de junio)          | Michelle Heimberg · Suiza · 273,25 pts.                      | Emilia Nilsson Garip · Suecia · 273,10 pts.           | Grace Reid · Reino Unido · 266,90 pts.               |
| Trampolín 3 m (25 de junio)          | Chiara Pellacani · Italia · 321,45                           | Emilia Nilsson Garip · Suecia · 316,60                | Michelle Heimberg · Suiza · 306,70                   |
| Trampolín 3 m sincro (26 de junio)   | Desharne Bent-Ashmeil · Amy Rollinson · Reino Unido · 279,90 | Lena Hentschel · Jana Lisa Rother · Alemania · 276,63 | Elena Bertocchi · Chiara Pellacani · Italia · 273,69 |
| Plataforma 10 m (23 de junio)        | Eden Cheng · Reino Unido · 331,60                            | Christina Wassen · Alemania · 330,95                  | Sarah Jodoin Di Maria · Italia · 320,10              |
| Plataforma 10 m sincro (27 de junio) | Christina Wassen · Elena Wassen · Alemania · 297,72          | Xeniya Bailo · Sofiya Esman · Ucrania · 274,68        | Valeria Antolino · Ana Carvajal · España · 261,48    |

### Mixto
| Evento                               | Oro                                                                                 | Plata                                                                                             | Bronce                                                                                  |
| ------------------------------------ | ----------------------------------------------------------------------------------- | ------------------------------------------------------------------------------------------------- | --------------------------------------------------------------------------------------- |
| Trampolín 3 m sincro (23 de junio)   | Chiara Pellacani · Matteo Santoro · Italia · 291,39 pts.                            | Grace Reid · James Heatly · Reino Unido · 283,89 pts.                                             | Emilia Nilsson Garip · Elias Petersen · Suecia · 28,60 pts.                             |
| Plataforma 10 m sincro (24 de junio) | Xeniya Bailo · Kiril Boliuj · Ucrania ·                                             | Elena Wassen · Alexander Lube · Alemania ·                                                        | Sarah Jodoin Di Maria · Eduard Timbretti · Italia ·                                     |
| Equipo (22 de junio)                 | Xeniya Bailo · Hanna Pysmenska · Danylo Konovalov · Olexi Sereda · Ucrania · 438,30 | Sarah Jodoin Di Maria · Chiara Pellacani · Lorenzo Marsaglia · Eduard Timbretti · Italia · 398,25 | Valeria Antolino · Rocío Velázquez · Alberto Arévalo · Carlos Camacho · España · 381,45 |

## Medallero
| Núm. | País        | Oro | Plata | Bronce | Total |
| ---- | ----------- | --- | ----- | ------ | ----- |
| 1    | Ucrania     | 4   | 1     | 0      | 5     |
| 2    | Alemania    | 3   | 3     | 0      | 6     |
| 3    | Reino Unido | 3   | 2     | 2      | 7     |
| 4    | Italia      | 2   | 3     | 5      | 10    |
| 5    | Suiza       | 1   | 0     | 1      | 2     |
| 6    | Francia     | 0   | 2     | 2      | 4     |
| 7    | Suecia      | 0   | 2     | 1      | 3     |
| 8    | España      | 0   | 0     | 2      | 2     |
|      | TOTAL       | 13  | 13    | 13     | 39    |